# Jean Bart (1940)
«Жан Бар» (фр. Jean Bart (cuirassé, 1940) — французький швидкий лінійний корабель типу «Рішельє», другий і останній у цьому типі. Це був сьомий корабель ВМС Франції під назвою «Жан Барт» на честь французького адмірала Жана Бара, його попередником був пре-дредноут, спущений на воду в 1911 році. Разом з однотипним «Рішельє», кораблі розроблялися як відповідь на італійські «Літторіо», і базувалися на проєкті безпосередніх попередників типу «Дюнкерк» з таким ж нестандартним компонуванням озброєння, коли головна батарея розміщувалася в передній частині лінкора у двох зчетверених гарматних баштах. Вони були збільшені для розміщення значно потужнішої основної батареї з восьми 380-мм (15-дюймових) гармат (порівняно з 330-мм (13-дюймових) гарматами «Дюнкерка»), з підвищеною бронею для захисту від гармат того самого калібру.
«Жан Бар» був закладений 12 грудня 1936 року на верфі компанії Ateliers et chantiers de la Loire у Сен-Назері. 6 березня 1940 року він був спущений на воду, але через блискавичний наступ німців у травні 1940 року при готовності 77 % корабель в останню мить втік, і власним ходом перейшов до Касабланки в Марокко. Французька влада робила все можливе, щоб максимально завершити його будівництво, попри обмежені засоби, які мали у своєму розпорядженні.
У листопаді 1942 року лінкор був пошкоджений під час боїв під час вторгнення союзних військ до Північної Африки, в яких він бився проти американців. Діставши серйозних пошкоджень, «Жан Бар» залишався недобудованим до кінця війни. Оскільки від ідеї перетворення його на авіаносець відмовилися, довелося чекати до 1955 року, поки він буде прийнятий на озброєння, у конфігурації, досить близькій до запланованої спочатку. Це був останній лінкор у світі, який став до ладу. Після короткої участі в операціях проти Єгипту під час кризи на Суецькому каналі в 1956 році, він був списаний у 1970 році.

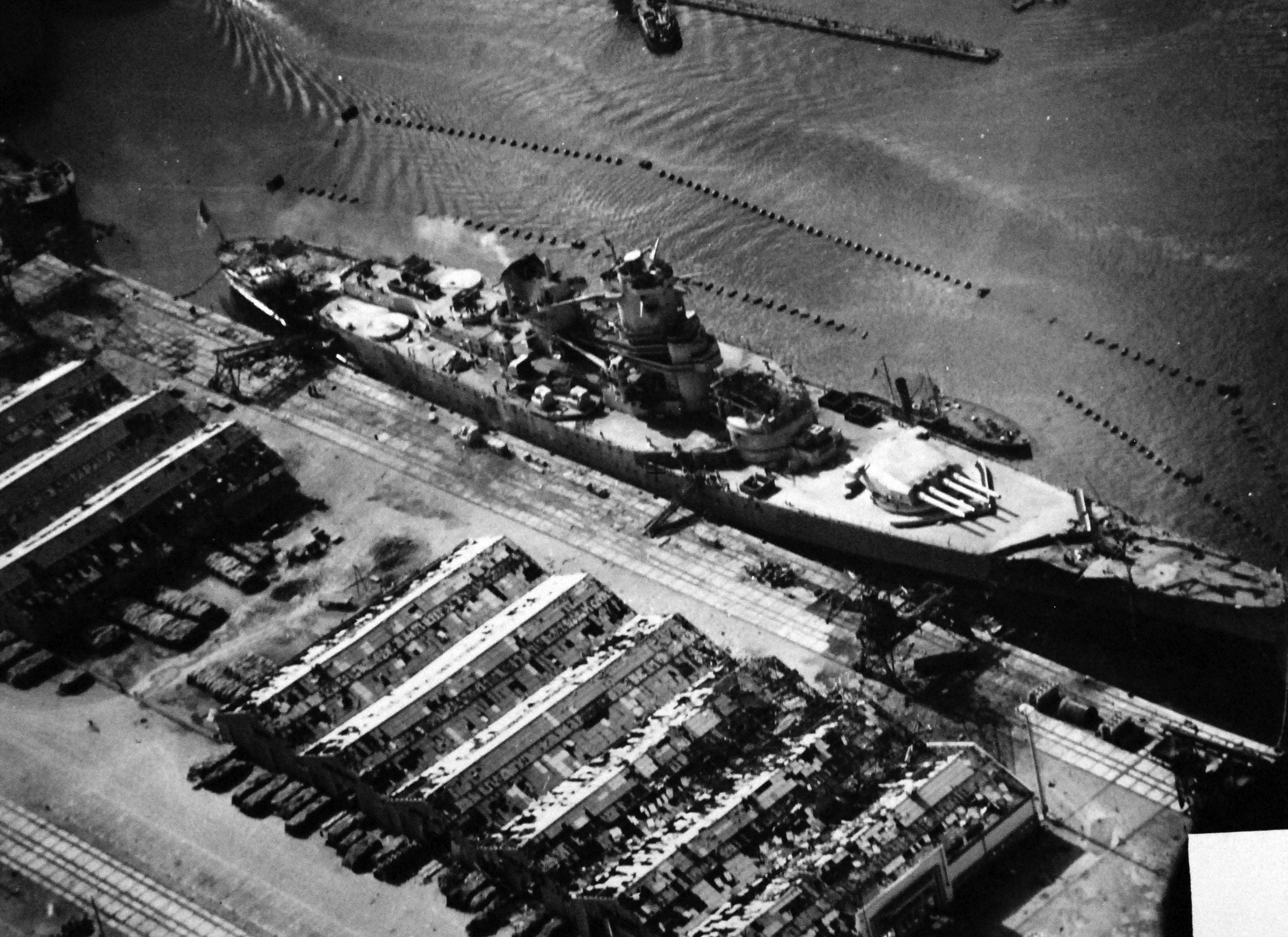
Французький лінкор «Жан Бар» на військово-морській базі Касабланки під ударами американської палубної авіації з авіаносця «Рейнджер». 8 листопада 1942

## Історія служби
6 березня 1940 року «Жан Бар» був спущений на воду. Але у травні того ж року на фоні приголомшливих успіхів німецького вермахту в битві за Францію, кораблебудівники зрозуміли, що від звичайного процесу оснащення лінкора доведеться відмовитися на користь підготовки корабля до якомога скорішого виведення його з порту. Робота над силовою установкою корабля була значно прискорена: до проєкту було залучено близько 3500 робітників, і протягом місяця на лінкорі було встановлено три котли, два комплекти турбін, два турбогенератори та два насоси, а також критично важливі внутрішні системи зв'язку. У цей час озброєння корабля в основному було неповним; башта передньої головної батареї мала гармати та броньовий лист, але не мала необхідного обладнання подачі снарядів і систем керування вогнем. Верхня башта була без гармат і броні, і жодна з башт додаткової корабельної артилерії не була встановлена. У поспіху з підготовки корабля до відходу 18 червня замість 100-мм гармат конструкції Mle 1933 було встановлено пару здвоєних 90-мм зенітних гармат Mle 1926. Було встановлено також три 37-мм гармати і шість 13,2-мм кулеметних установок, і це була єдина зброя на борту корабля, якою можна було скористатися на момент відходу його із корабельні, оскільки системи керування артилерійською зброєю також ще не були налагоджені.
11 червня командир корабля П'єр-Жан Ронар отримав наказ вирушити до Касабланки у Французькому Марокко. Вночі 19 червня, по завершенню підготовки, лінкор вийшов з порту. Незабаром після цього три німецькі бомбардувальники Heinkel He 111 атакували корабель. Один із літаків влучив 100-кілограмовою бомбою між баштами головної батареї, яка завдала незначних ушкоджень. О 06:30 зустрівся з есмінцями типу «Ле Арді» «Ле Арді» та «Мамелюк», які мали супроводжувати його до Касабланки. Британський есмінець «Ванквішер» і два буксири зустріли корабель у морі, пропонуючи відбуксирувати «Жан Бар» до Британії, але французький капітан відхилив пропозицію. «Жан Бар» заправився мазутом у морі з пари танкерів і о 18:00 вирушив у похід разом із двома есмінцями. Наступного дня під час плавання від Лор'яна есмінець «Епе» замінив «Ле Арді», і три кораблі продовжили рух зі швидкістю 24 вузли (44 км/год). 22 червня вони прибули до Касабланки о 17:00.

### Вторгнення союзників у Французьку Північну Африку
У другій половині 1942 року військово-морська база в Касабланці грала виключно важливу роль для французького флоту уряду Віші. Ця база була єдиною великою базою на узбережжі Атлантики, після окупації німцями узбережжя метрополії, і другою за значимістю після Тулона. Основу артилерійської могутності французів на базі становила найсучасніша зчетверена 380-мм артилерійська система 45 Modèle 1935 на лінійному кораблі «Жан Бар». Разом з цим, лінкор не був у боєздатному стані.
Опівночі 8 листопада 1942 року кораблі Центральної десантної групи союзників встали на якір на відстані 8 миль від Федали. О 6:00 ранку десантно-висадкові засоби з десантом на борту після зосередження у визначеному районі, вирушили в напрямку берега.
Незабаром до узбережжя на відстань відкриття артилерійського вогню наблизилися лінкор «Массачусетс», важкі крейсери «Вічита» і «Тускалуза», есмінці «Моран», «Райнд», «Вейнрайт» та «Джеркінс», які почали гатити по позиціях французів. У свою чергу флот Віші відкрив вогонь з берегових батарей та лінкора «Жан Бар». Але, вже на сьомому пострілі французький лінкор був уражений американськими артилеристами 410-мм снарядом; влучний постріл заклинив башту й корабель замовчав.
Незважаючи на численні влучення снарядів і бомб, «Жан Барт» не отримав серйозних ушкоджень, хоча американці про це не знали. Екіпаж швидко відновив пошкодження й о 17:24 корабель повернувся на позицію. Наступного дня 90-мм гармати корабля були використані для вогню по наступаючим наземним військам, а 10 листопада передня башта французького лінкора вразила важкий крейсер «Огаста» між 11:41 та 11:51, змусивши крейсер відійти на високій швидкості та спонукавши «Рейнджера» завдати другого повітряного удару по кораблю.
Дев'ять SBD Dauntless, цього разу озброєні бомбами вагою 1000 фунтів (450 кг), і вісім винищувачів Grumman F4F Wildcat атакували корабель о 15:00. Винищувачі обстріляли зенітні батареї «Жана Барта», щоб придушити їх. Два бомбардувальники влучили; перший завдав значної шкоди баку, а другий зруйнував значну частину кормової частини корпусу. Обидві бомби викликали серйозні пожежі, які були ліквідовані до 20:00. Велике затоплення призвело до того, що корабель осів кормою на ґрунт. У ході бойових дій з американськими військами було вбито 22 французьким матроси і стільки ж було поранено. «Жан Барт» випустив лише 25 снарядів головного калібру, але, незважаючи на значні пошкодження від влучення американської бомби 10 листопада, його башта залишалася справною, як і 90-мм гармати, хоча обидві батареї були знеструмлені.

### На боці Вільної Франції
11 листопада французькі сили в Північній Африці підписали перемир'я й вже того ж дня почалися ремонтні роботи, щоб зробити корабель морехідним. До 15 лютого 1943 року турбіни були встановлені, а ручне рульове управління було відремонтовано. Адмірал Реймонд Фенар, голова французької військово-морської місії в США, попросив, щоб ВМС США відбуксирували корабель до США для ремонту та завершення будівництва, як це вони почали робити з «Рішельє». Але, через офіційну позицію керівництва американського флоту з приводу колосальної завантаженості своїх флотських ремонтних спроможностей, пропозиції щодо ремонту французького лінкора не увінчалися успіхом. Французи запитали про можливість відправити корабель до британського Гібралтару, але верф там була переповнена більш критичними кораблями. Тим не менш, працівники верфі в Касабланці підготували корабель до ходових випробувань до вересня 1943 року. В ході першого виходу в океан лінкор супроводжували міноносці «Баск» і «Ле Форчун» та три американські есмінці США. Хоча його корпус все ще був сильно деформований через пошкодження, отримані під час операції «Смолоскип», і не був очищений від біообростання, «Жан Барт» досяг швидкості 22,5 вузлів (41,7 км/год). До кінця війни корабель використовували як навчальний.

### Після війни
1949 року будівництво лінкора «Жан Барт» було завершено. У тому ж році він офіційно увійшов до строю французького флоту, проте остаточно добудований і уведений до строю лише 1 травня 1955 року.
1956 року корабель взяв участь у Суецькій кризі. 5 листопада «Жан Барт» вирушив, щоб бомбардувати Порт-Саїд, але випустив лише чотири снаряди зі своєї головної батареї, перш ніж висадка була скасована. В подальшому він не використовувався, як спочатку планувалося, для бомбардування єгипетських міст, оскільки командування хотіло уникнути неминучих у такому разі високих втрат серед цивільного населення.
У 1957 році лінкор був переведений до складу резервних сил, в 1961 року «Жан Барт» був виведений з ладу флоту і в 1970 року розібраний на верфі Брегаліон у Ла-Сейн-сюр-Мер.